# Hannes Jaenicke
Hannes Jaenicke (ur. 26 lutego 1960 we Frankfurcie nad Menem) – niemiecki aktor filmowy, telewizyjny i głosowy, prelegent audiobooków, autor i działacz na rzecz ochrony środowiska.

## Wybrana filmografia

### filmy fabularne
- 1986: Róża Luksemburg jako Kostja Zetkin
- 1996: Katarzyna Wielka jako car Piotr III
- 1997: Pukając do nieba bram (Knockin’ on Heaven’s Door) jako policjant na motocyklu
- 1998: Mulan jako Li Shang (głos)
- 2001: Przyjaciele Jezusa: Tomasz (TV) jako Józef z Arymatei
- 2001: Judasz z Kariothu (TV) jako Józef z Arymatei
- 2002: Wpół do śmierci (Half Past Dead) jako agent Hartmann
- 2010: 90 minut do katastrofy jako Ralf Moldau
- 2017: Cała wieś tańczy do heavy metalu (Ein Dorf rockt ab ansehen, TV) jako Mike Berger

### seriale TV
- 1988: Derrick jako Roland Weimann
- 1990: Tatort: Zabou jako Melting
- 1995: Tatort: Die Kampagne jako Gauert
- 1995: Na południe (Ein Mountie in Chicago) jako Michael Sorrento
- 2003: Tatort: Die Liebe der Schlachter jako Hans Pietsch
- 2004: Tatort: Märchenwald jako Tobias Endres
- 2005: Tatort: Dunkle Wege jako Tobias Endres
- 2005: Tatort: Atemnot jako Tobias Endres
- 2007–2008: Post Mortem jako doktor Daniel Koch
- 2011: Tatort: Das schwarze Haus jako Ruben Rath
- 2012: Transporter jako Max Khyber
- 2017: Tatort: Der rote Schatten jako Wilhelm Jordan